# Lesió esportiva

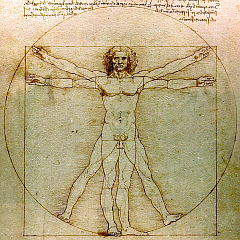
L'Home de Vitruvi de Leonardo Da Vinci

Una lesió esportiva és un tipus de malaltia lligada a la pràctica d'un esport. Normalment manifestades en alteracions dels ossos, articulacions, músculs i tendons que es produeixen durant la pràctica d'activitats físiques i es troben relacionades amb l'esport.

## Causes
Les causes més freqüents són:
- Una pràctica esportiva deficient, és a dir, entrenament mal executat o falta d'escalfament abans de practicar exercici físic.
- Alteracions mèdiques com malformacions o estats patològics previs.
- Defectes del material esportiu, com l'ús de calçat inadequat o deteriorat, aparells en mal estat o terreny inadequat.

## Tipus de lesions
Segons la part del cos afectada, les lesions esportives poden classificar-se com:
- Lesions dels músculs: esbraonament, enrampades, hematomes, contusions, hèrnies…
- Lesions de les articulacions: luxacions i subluxacions. Lesions dels lligaments, del cartílag, i del menisc.
- Lesions dels tendons: tendinitis, distensió, trencaments complets...
- Lesions dels ossos: fissures, fractures i periositis.

Les lesions esportives més freqüents que es donen a l'aparell locomotor (sistema ossi, muscular i teixit conjuntiu) durant la pràctica esportiva es classifiquen en tres grans grups: les fractures, els esquinços, i les luxacions.

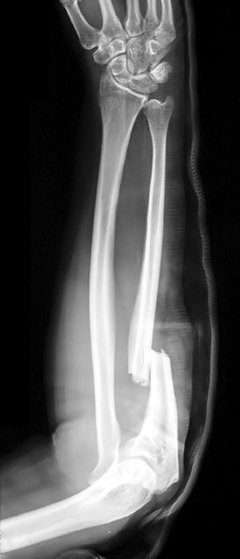
Fractura de cúbit

### Fractura
Els ossos són estructures de molta resistència, però davant d'una gran pressió (especialment si és brusca), es poden trencar. Quan passa això diem que l'os ha sofert una fractura.
Per norma general, les fractures més freqüents es produeixen per tres motius diferents:
- degut a un impacte directe o indirecte en esports de contacte.
- com a conseqüència d'una força de palanca aplicada sobre un teixit ossi superior a la resistència de l'os.
- per moviments traumàtics lleus però repetitius.

Un bon exemple de traumatisme repetitiu seria el que sofreix l'os calcani d'un atleta en saltar repetidament sense utilitzar un calçat o terreny adients que esmorteixin l'impacte.
En funció de la gravetat de la lesió s'immobilitzarà el membre lesionat o s'intervindrà quirúrgicament.

### Esquinç

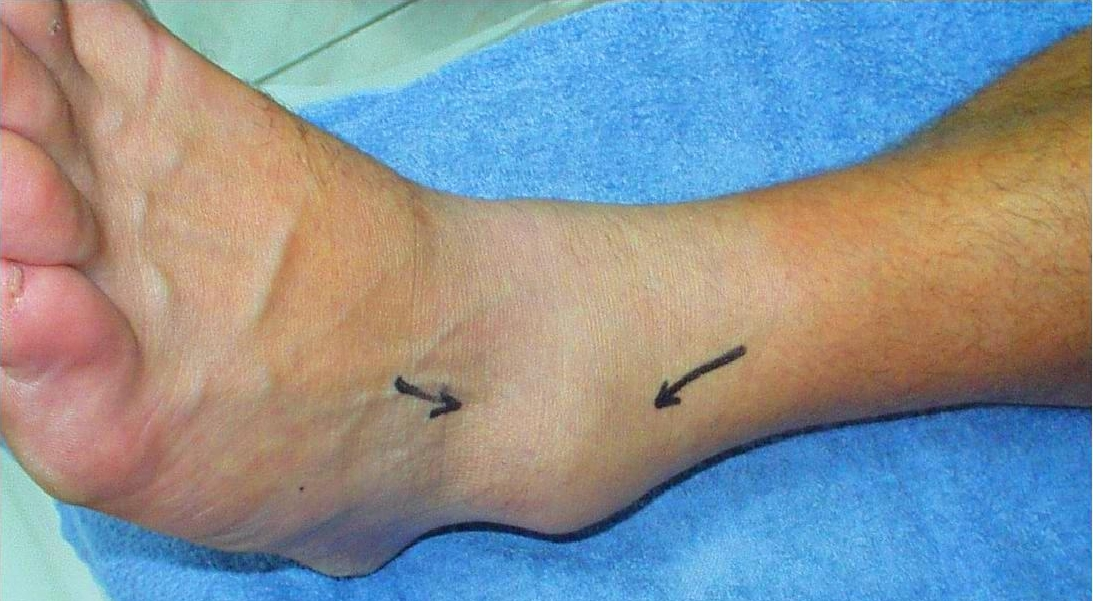
Esquinç de turmell

Les extremitats s'uneixen a l'eix del cos per mitjà d'un cinturó d'ossos i teixit conjuntiu. Quan una articulació s'estira o es torça més enllà dels graus que es consideren fisiològics, es pot produir una luxació o un esquinç tant del teixit muscular, com conjuntiu, en funció de l'estructura que es posa més en compromís.
Un esquinç és la deformació del teixit lligamentós pel fet d'estirar-se més del compte i no recuperar la seva longitud inicial immediatament. Després d'un esquinç caldrà tornar l'articulació a la seva posició anatòmica. Així doncs es recomanarà fer repòs fins que recuperi la seva forma o longitud original. En determinades ocasions es pot veure afectada la membrana sinovial i fins i tot el cartílag.

### Luxació

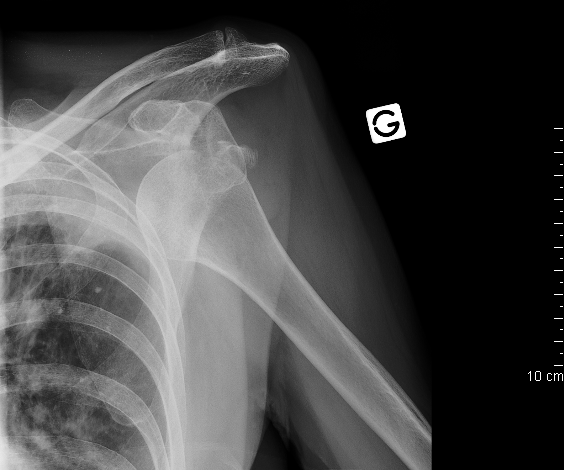
Luxació d'espatlla

Quan els ossos que configuren una articulació surten del seu lloc conservant la seva total integritat diem que s'ha produït una luxació. Aquesta es produeix per una impacte directe o indirecte. Una luxació no s'ha d'intentar reduir mai sense una formació específica, perquè podria implicar a altres estructures que no estaven afectades. Els professionals de la medicina procediran a la reducció de l'articulació luxada.

## Prevenció de lesions
Per a prevenir una possible lesió caldrà tenir en compte una sèrie de condicionants:

### L'escalfament
Preparar el cos abans de portar a terme qualsevol tipus d'activitat física. Un bon escalfament seria una de les opcions més adients. Cal tenir en compte que si s'inicia l'exercici físic quan el cos prové d'un estat d'inactivitat, les possibilitats de patir una lesió són molt elevades.
La gravetat és directament proporcional a la violència de l'esforç i inversament proporcional a la temperatura corporal. Així doncs cal tenir molt en compte, a l'hora de preparar-nos per a fer exercici, la temperatura ambiental. A l'hivern els músculs trigaran més temps a arribar a la temperatura adequada per a treballar amb efectivitat: per tant és recomanable portar a terme un escalfament més llarg i iniciar-lo a una intensitat menor. No s'ha d'oblidar que quan una persona percep que el seu cos es mostra preparat per a iniciar un exercici, la seva autoconfiança augmenta i el seu rendiment també.

### Els estiraments
Tenir en compte els exercicis d'estirament de la musculatura treballada o a treballar. Aquests es poden aplicar al principi i/o al final de l'activitat física, de forma general o específica. Han de complir una sèrie de condicions perquè siguin eficaços. S'aplicarà l'estirament més adient en funció del tipus d'activitat que es vulgui o s'hagi portat a terme.

### La constància
L'exercici moderat i practicat de forma contínua permet gaudir d'un major nivell de benestar físic i mental, per tant s'haurà de treballar la condició física constantment i durant tota la vida, adequant el treball a l'edat en què es troba l'individu.
La condició física es desenvolupa mitjançant el treball de les qualitats i capacitats físiques com serien la resistència, la força, la velocitat, la flexibilitat, l'equilibri, la coordinació i l'agilitat.

### El material esportiu
L'ús de material esportiu adient sempre ajudarà a reduir el risc de lesions.
Per exemple el calçat esportiu amb cambra d'aire reduirà el risc de sofrir traumatismes per repetició als maratonians.

### Les proteccions
Emprar proteccions ortopèdiques i/o esportives en aquelles articulacions o zones més castigades en determinats esports o esportistes amb patologies concretes.

### La dieta
La dieta és essencial per aportar els suficients nutrients i sals minerals que enforteixen el nostre cos. Sense aquests nutrients i sals minerals essencials, es poden patir contractures i debilitament ossi. Una dieta rica en calci i una vida activa pot ajudar a tenir l'esquelet més consistent i minvar el risc de fractures.

## Tractament
El més aconsellat és reposar i aplicar fred (gel) damunt la zona afectada immediatament. Després, elevar la lesió per damunt del cor per tal d'aturar el flux sanguini, i immobilitzar-la. Al cap de 48 hores, convé aplicar-hi calor i reposar fins que s'hagi curat del tot.